# Anthemis canescens
Anthemis canescens é uma espécie de planta com flor pertencente à família Asteraceae. 
A autoridade científica da espécie é Brot., tendo sido publicada em Flora Lusitanica 1: 395. 1804.

## Portugal
Trata-se de uma espécie presente no território português, nomeadamente em Portugal Continental.
Em termos de naturalidade é nativa da região atrás indicada.

## Protecção
Não se encontra protegida por legislação portuguesa ou da Comunidade Europeia.